# Anisodes ruficosta
Anisodes ruficosta är en fjärilsart som beskrevs av W. Warren 1905. Anisodes ruficosta ingår i släktet Anisodes och familjen mätare. Inga underarter finns listade i Catalogue of Life.